# Ricanula stigma
Ricanula stigma är en insektsart som först beskrevs av Walker 1851.  Ricanula stigma ingår i släktet Ricanula och familjen Ricaniidae. Inga underarter finns listade i Catalogue of Life.